# Scott Mayfield
Scott Mayfield (San Luis, Misuri, 14 de octubre de 1992) es un jugador profesional estadounidense de hockey sobre hielo que se desempeña en la posición de defensor derecho en New York Islanders, equipo de la National Hockey League (NHL).

## Carrera
Fue seleccionado en la segunda ronda en la NHL Entry Draft de 2011. En 2013 hizo su debut profesional con el equipo New York Islanders, donde lleva jugando once temporadas.